# Pryšec chvojka
Pryšec chvojka (Euphorbia cyparissias) je jedovatá vytrvalá bylina z čeledi pryšcovitých.

## Synonyma
- hadí mléko
- Tithymalus cyparissias

## Původ jména
Vědecké jméno Euphorbia pochází pravděpodobně z řeckého euforbós = dobře živený a jméno Tithymalus z řeckého tithymalos = dávající mléko.

## Popis
Vytrvalá, až 60 cm vysoká bylina. Lodyha přímá, v horní polovině obvykle s postranními nekvetoucími větvemi, listnatá, převážně lysá. Listy čárkovité až čárkovitě obkopinaté, šířka max. 3 mm, délka nejvíce 30 mm, zašpičatělé, přisedlé, celokrajné, lysé, listy na postranních větvích až čárkovité. Cyathia (viz čeleď) v koncových i úžlabních lichookolících. Zákrovní listence vidlanů ledvinovitě vejčité, vzájemně nesrostlé, špičaté, žlutavé, za plodu načervenalé. Žlázky půlměsíčité, dvourohé, žluté, později hnědé nebo hnědočervené. Plod je tvořen tobolkou, která je trojpouzdrá, kulovitá a hluboce brázditá. Semena jsou vejčitého tvaru, hladká.

## Rozšíření
V České republice – pastviny a keřovité či travnaté meze, podél cest a silnic, trávníky, rumiště, preferuje půdy kamenité, hlinité i písčité, kyselé i zásadité, velmi dobře snáší sucho. V Evropě se vyskytuje kromě extrémního severu a jihu až k Uralu.

## Opylovači
Hmyz, vítr, samosprašné a cizosprašné. Šíří se pomocí semen.

## Obsahové látky
Pryšec chvojka je jedovatá rostlina. Obsahuje estery forbolu, které dráždí kůži a sliznice. V latexu toxické terpenoidní alkoholy a hořčiny a v semenech kyanogenní sloučeniny. Dostane-li se do oka, může vyvolat vředy a zákal rohovky. Po vstřebání trávicím ústrojím se otrava projevuje pálením v ústech, zvracením, průjmem, rozšířením zorniček, blouzněním, křečemi, studeným potem, svalovým třesem, nejistou chůzí, puls je nepravidelný.

## Využití
Příležitostně se pryšec používá v lidovém léčitelství. V kombinaci s řebčíkem královským má repelentní účinky na hryzce.

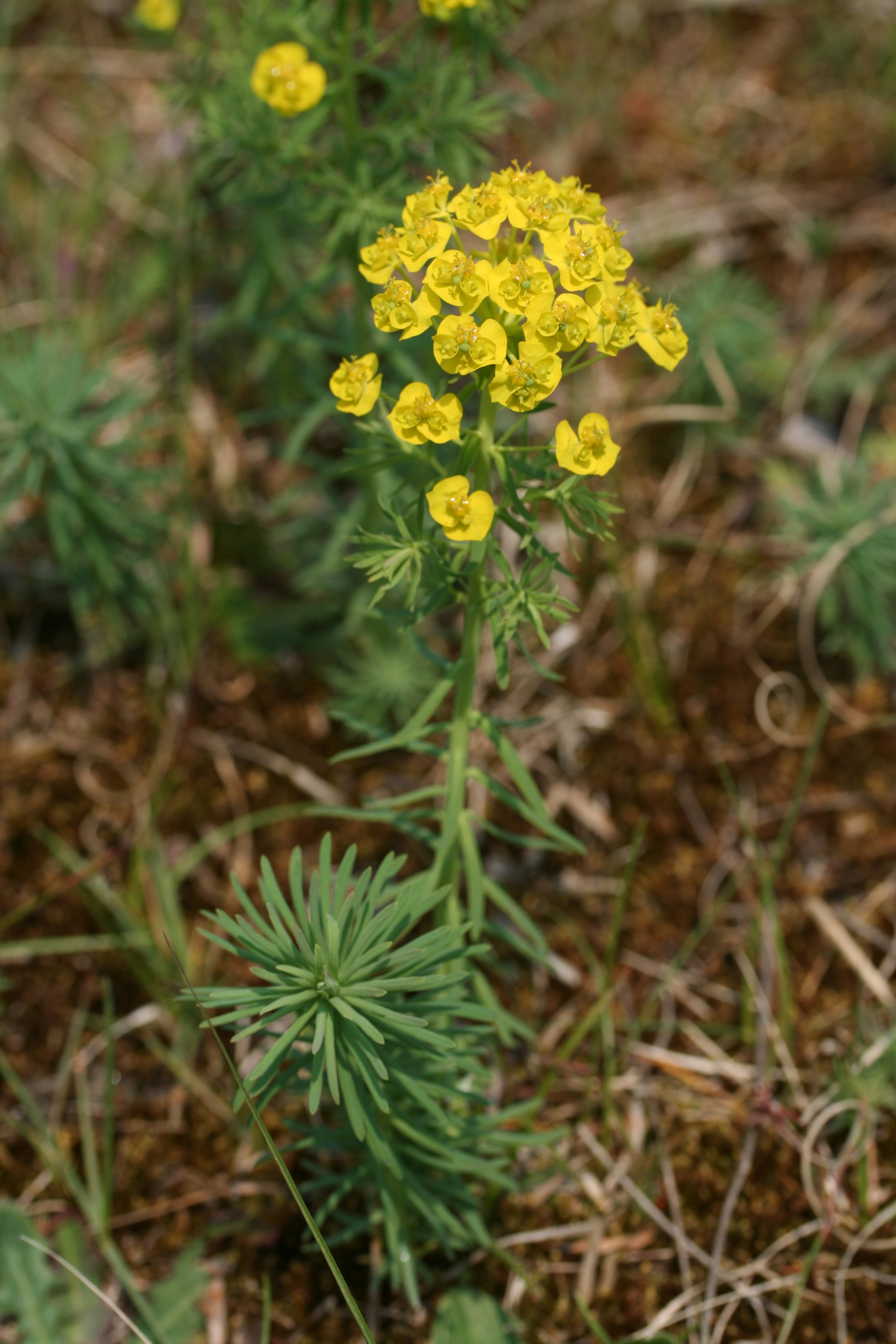
Habitus
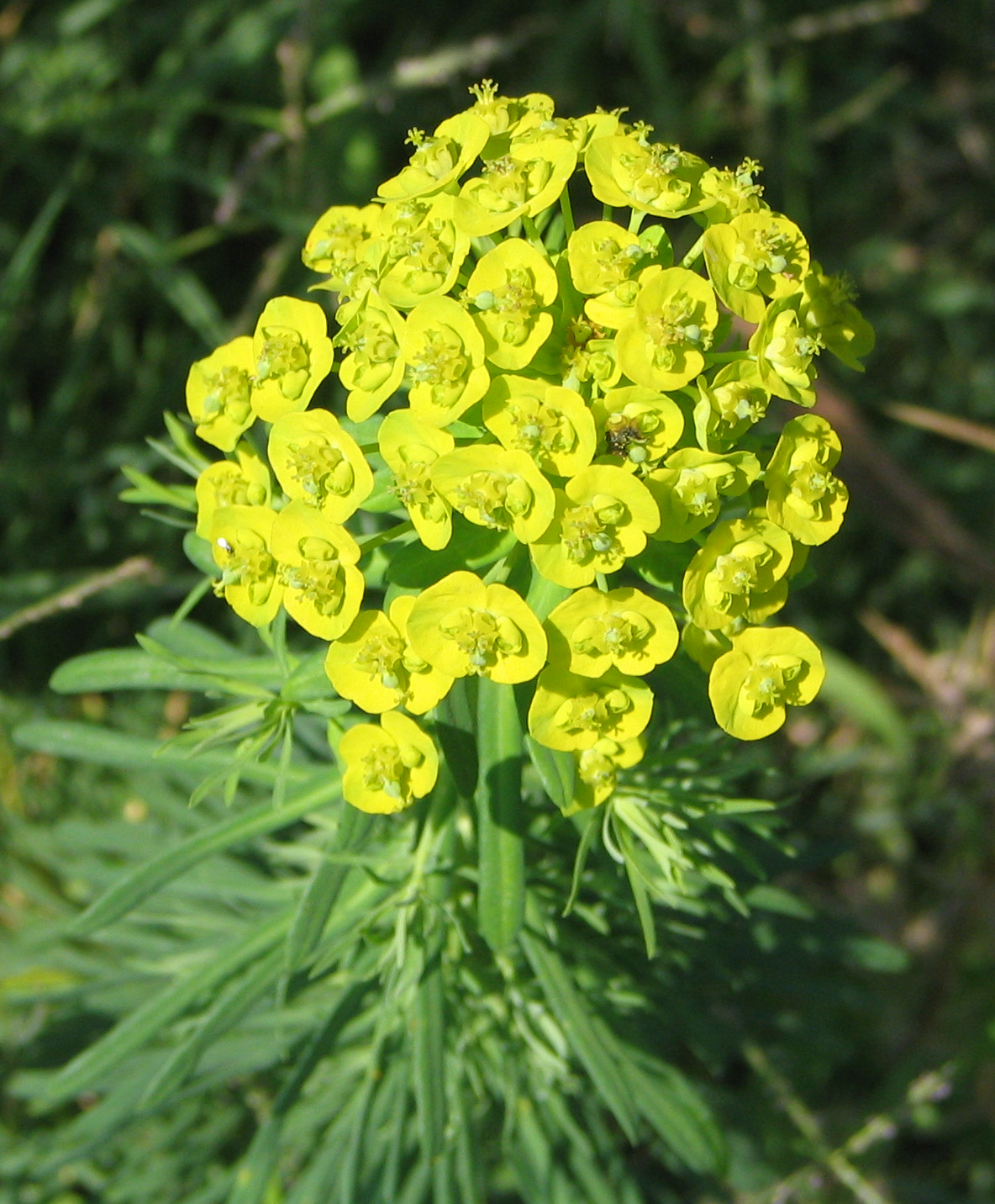
Detail květenství
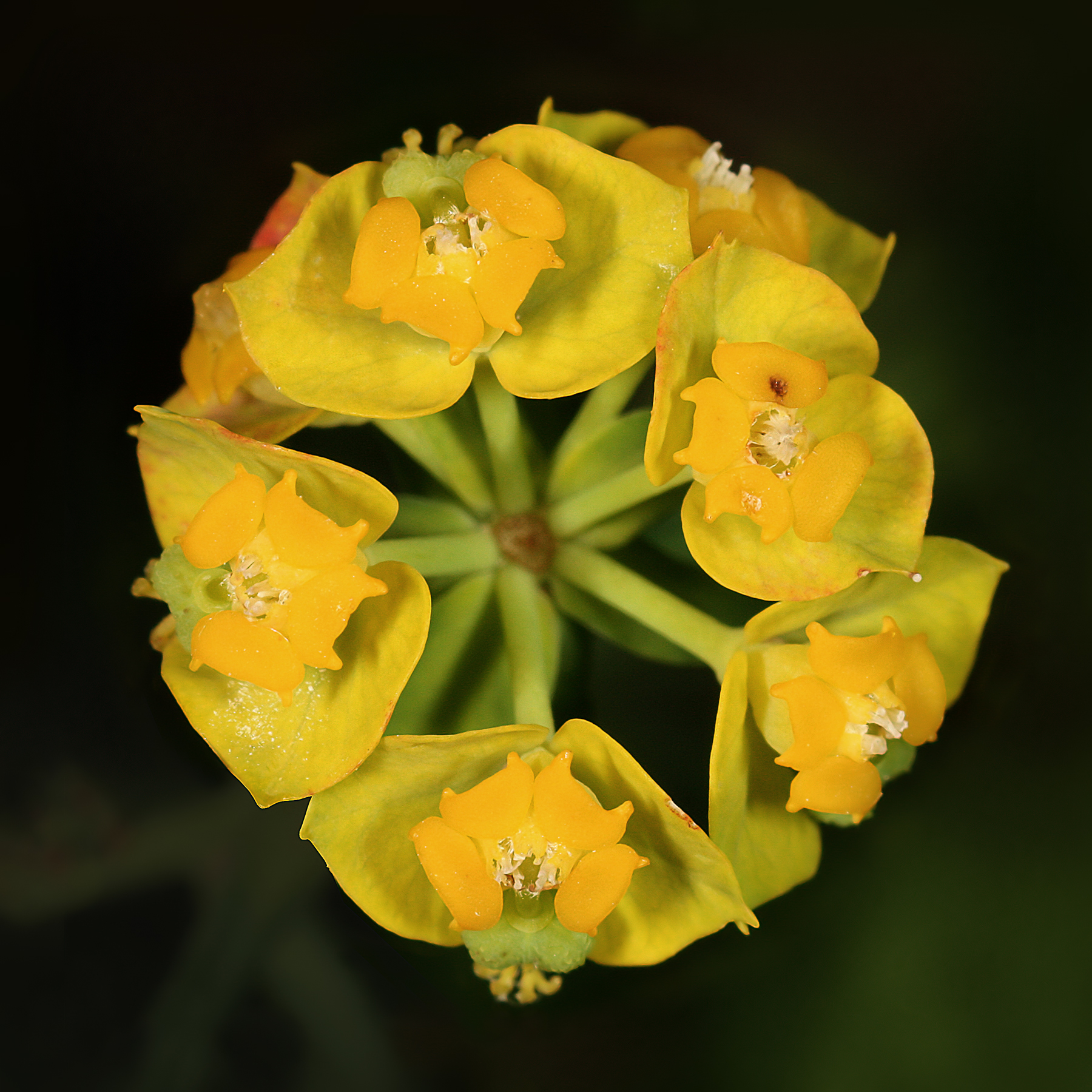
Detail květenství
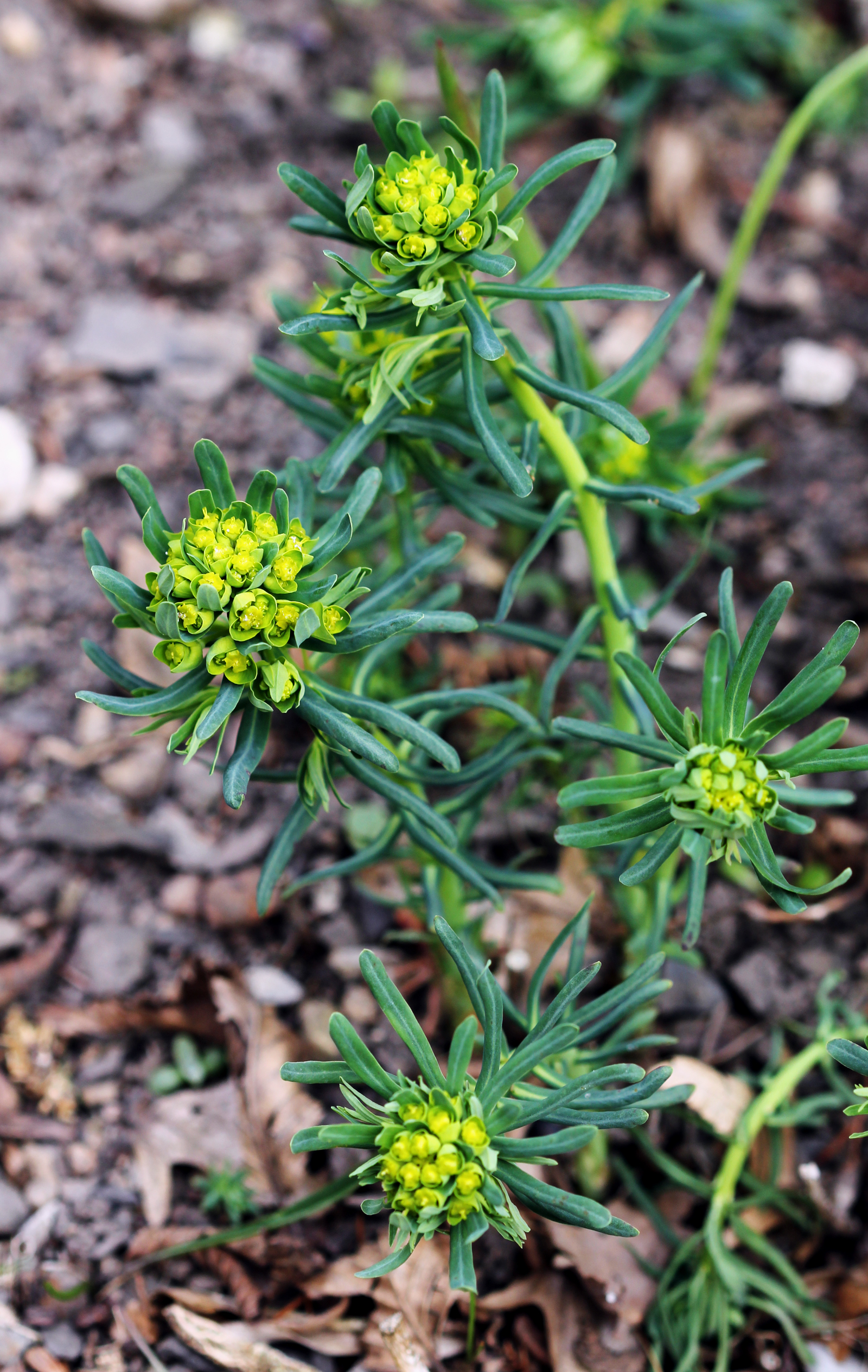
Květy
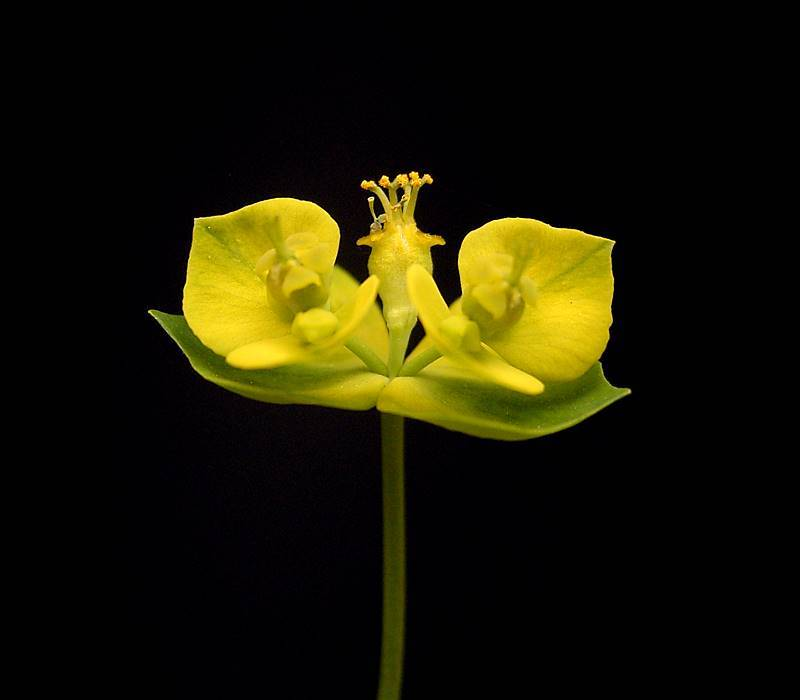
Detail květu
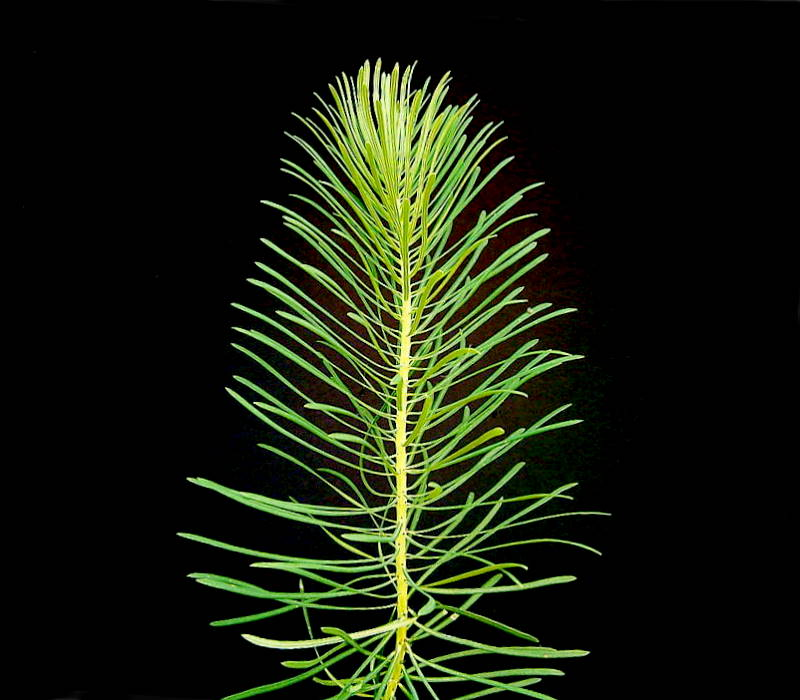
Větvička s listy
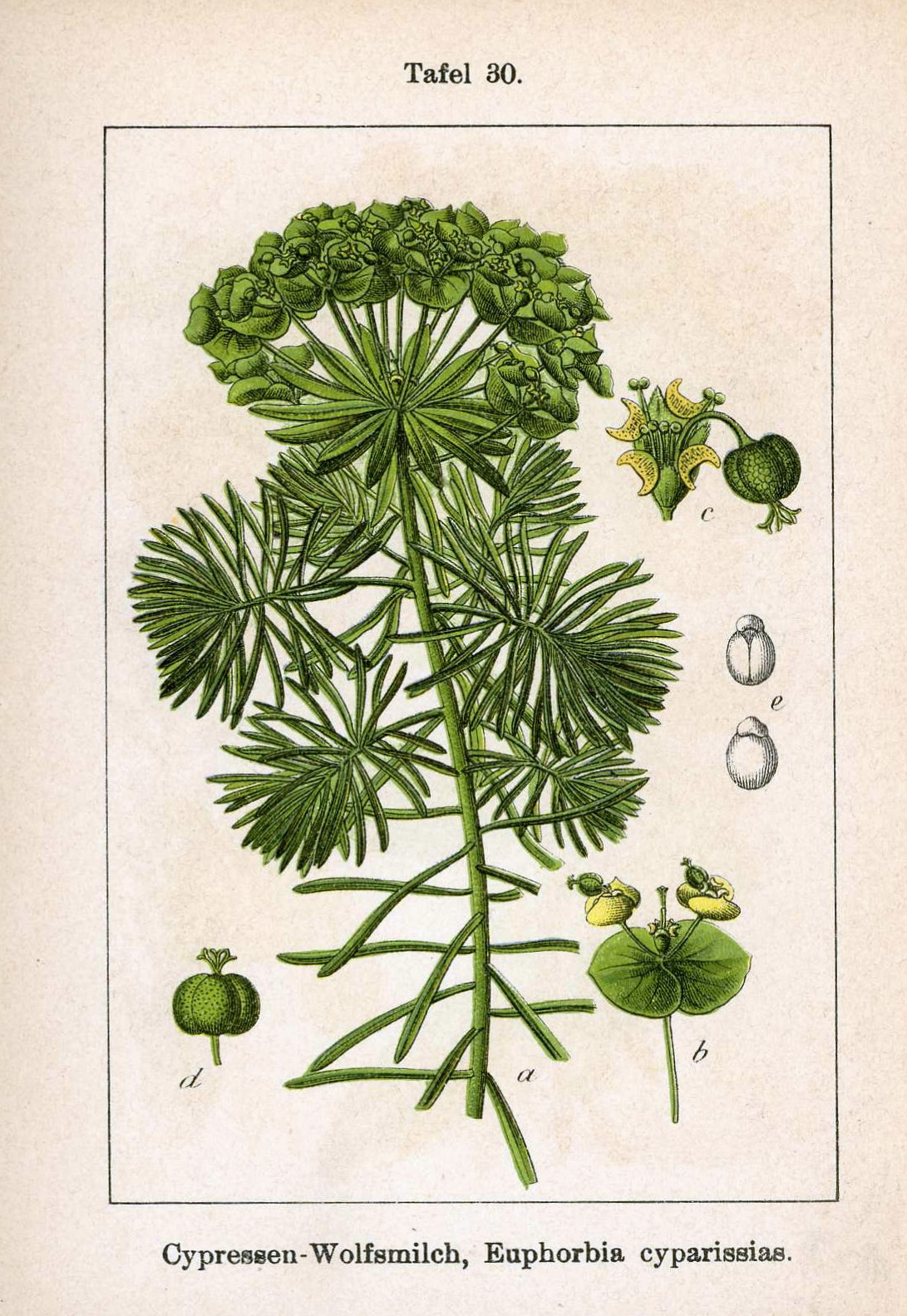
Ilustrace